# 约翰尼·本特
约翰尼·本特（英語：Johnny Bent，1908年8月5日—2004年6月5日），美国男子冰球运动员，场上位置是前锋。他曾代表美国国家队参加1932年冬季奥林匹克运动会冰球比赛，获得一枚银牌。